# Fritz Thiele
Fritz Thiele (Berlino, 14 aprile 1897 – Berlino, 4 settembre 1944) è stato un ufficiale tedesco, che prese parte all'attentato a Hitler del 20 luglio 1944.

## Biografia
Thiele nacque a Berlino e entrò a far parte dell'esercito imperiale nel 1914, cominciando a lavorare a stretto contatto con il Capo di Stato Maggiore, il General der Nachrichtentruppe Erich Fellgiebel, farà parte del tentativo di attentato a Hitler del 20 luglio 1944. In quella congiura, Thiele fu il responsabile dell'interruzione delle comunicazioni tra gli ufficiali fedeli a Hitler e le forze armate di Berlino; trasmise invece un importante messaggio da Fellgiebel al generale Friedrich Olbricht e agli altri cospiratori, nel quale riportava il fallimento dell'attentato.
Thiele stesso non desiderava procedere con il tentativo di colpo di Stato quando venne a conoscenza della sopravvivenza di Hitler; lasciò il ministero della Guerra e incontrò Walter Schellenberg presso il Reichssicherheitshauptamt per dimettersi.  .
Dopo l'arresto di Fellgiebel, assunse le sue funzioni prima di essere egli stesso arrestato dalla Gestapo l'11 agosto 1944. Fu condannato a morte il 21 agosto 1944 dal Volksgerichtshof e impiccato il 4 settembre 1944 nella prigione di Plötzensee a Berlino.